# 春の夢 (川嶋あいの曲)
「春の夢」（はるのゆめ）は日本のシンガーソングライター・川嶋あいの19枚目のシングルで、2010年4月7日に発売された。

## 概要
前作『大好きだよ』から5か月ぶりのリリースとなるシングル。
初回生産限定盤のみDVDが付属している。
PV監督は遠藤尚太郎。. http://www.spaceshowertv.com/search/detail.cgi?mu=0079858&ch=0.

## 収録曲
| 全作詞・作曲: 川嶋あい。 |                |          |            |          |      |
| #                        | タイトル       | 作詞     | 作曲・編曲 | 編曲     | 時間 |
| 1.                       | 「春の夢」     | 川嶋あい | 川嶋あい   | 宗本康兵 | 5:16 |
| 2.                       | 「空とつぼみ」 | 川嶋あい | 川嶋あい   | 長澤孝志 | 4:46 |
| 3.                       | 「てんとう虫」 | 川嶋あい | 川嶋あい   | 宗本康兵 | 4:07 |

| #  | タイトル                         | 作詞 | 作曲・編曲 | 監督       |
| -- | -------------------------------- | ---- | ---------- | ---------- |
| 1. | 「春の夢」(ミュージック・ビデオ) |      |            | 遠藤尚太郎 |